# Kaitlyn Dever
Kaitlyn Dever (nascida em 21 de dezembro de 1996) é uma atriz americana. Entre seus principais trabalhos no cinema estão o drama independente Short Term 12 e a comédia 'Booksmart, ambos aclamados pela crítica. Na TV, é conhecida pelas séries Justified, Last Man Standing e as minisséries Unbelievable, Dopesick e The Last of Us. Ela ganhou duas indicações ao Golden Globe por Unbelievable e Dopesick, além de duas indicações ao Emmy por Dopesick e The Last of Us.

## Vida e carreira

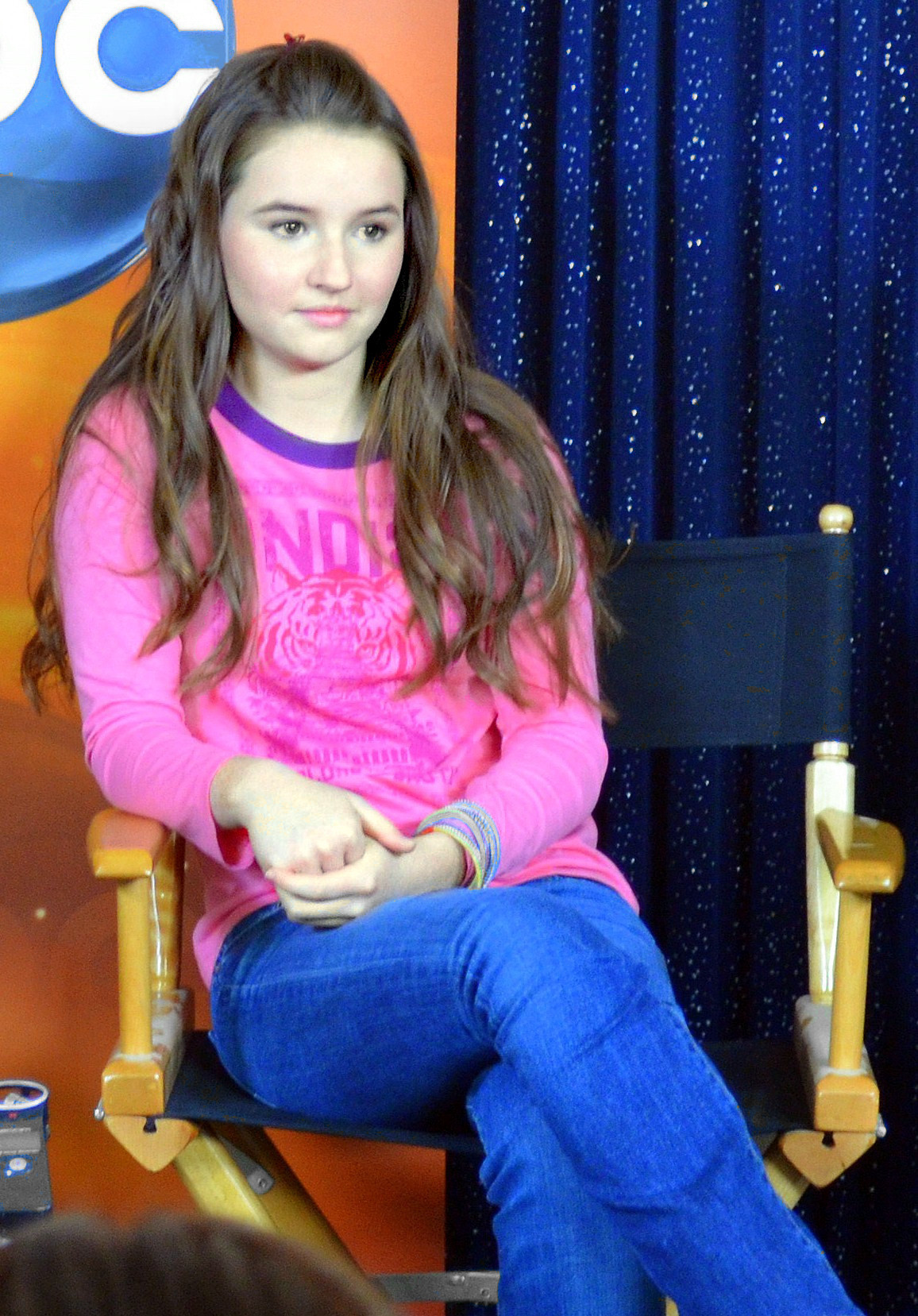
Kaitlyn Dever em 2012

Dever nasceu em Phoenix, Arizona. Aos cinco anos, ela teve interesse em fazer artes, e seus pais mandaram ela para uma acting school. Ela fez ginástica, balé e praticou skate, antes de se focar na atuação. A família dela se mudou para Dallas, Texas, onde ela se matriculou na Dallas Young Actors Studio, em um programa de meses. Ela aprimorou seu desempenho de atuação, e fez um enorme número de comerciais, antes de se mudar para Los Angeles.
O primeiro trabalho notável de Dever foi em An American Girl: Chrissa Stands Strong, de 2009, como Gwen Thompson, uma garota desabrigada que sofre bullying. Em 2011, ela estrelou como Loretta McCready na série do canal FX, Justified durante a 2ª temporada da série. No mesmo ano ela participou da série sitcom da ABC, Last Man Standing, estrelado por Tim Allen.
Ela também participou de Make It or Break It, Modern Family, Private Practice, Party Down, The Mentalist e Curb Your Enthusiasm, da HBO. Os filmes de 2011 que ela participou incluem Cinema Verite, Bad Teacher e o último filme dirigido por Clint Eastwood, J. Edgar.
Em 2016, Kaitlyn dublou Cassie Drake, personagem do jogo Uncharted 4, filha do protagonista Nathan Drake.

## Vida pessoal
Dever atualmente mora em Los Angeles com seus pais e com as duas irmãs mais novas.
Ela é amiga da atriz Isabelle Fuhrman

## Filmografia

### Filmes
| Ano  | Título                                  | Papel             | Notas               |
| ---- | --------------------------------------- | ----------------- | ------------------- |
| 2009 | An American Girl: Chrissa Stands Strong | Gwen Thompson     |                     |
| 2011 | Bad Teacher                             | Sasha Abernathy   |                     |
| 2011 | J. Edgar                                | Palmer's Daughter |                     |
| 2013 | The Spectacular Now                     | Krystal           |                     |
| 2013 | Short Term 12                           | Jayden Cole       |                     |
| 2014 | Laggies                                 | Misty             |                     |
| 2014 | Men, Women & Children                   | Brandy Beltmeyer  |                     |
| 2017 | All Summers End                         | Grace Turner      |                     |
| 2017 | We Don't Belong Here                    | Lily Green        |                     |
| 2017 | Detroit                                 | Karen Malloy      |                     |
| 2017 | Outside In                              | Hildy Beasley     |                     |
| 2018 | The Front Runner                        | Andrea Hart       |                     |
| 2018 | Beautiful Boy                           | Lauren            |                     |
| 2019 | Them That Follow                        | Dilly Picket      |                     |
| 2019 | Booksmart                               | Amy Antsler       |                     |
| 2021 | Dear Evan Hansen                        | Zoe Murphy        |                     |
| 2022 | Ticket to Paradise                      | Lily              |                     |
| 2022 | Rosaline                                | Rosaline          | Produtora Executiva |
| 2023 | Next Goal Wins                          | Nicole Megaloudis | Cameo               |
| 2023 | No One Will Save You                    | Brynn             | Produtora Executiva |
| 2023 | Good Grief                              | Lily Kayne        | Cameo               |
| 2025 | See You When I See You                  | ASA               |                     |

### Televisão
| Ano       | Título                         | Papel            | Notas                                                               |
| --------- | ------------------------------ | ---------------- | ------------------------------------------------------------------- |
| 2009      | Make It or Break It            | Adorable Girl    | Episódio: "Pilot"                                                   |
| 2009      | Modern Family                  | Bianca Douglas   | Episódio: "Fizbo"                                                   |
| 2010      | Private Practice               | Paige            | Episódio: "Love Bites"                                              |
| 2010      | Party Down                     | Escapade Dunfree | Episódio: "Party Down Company Picnic"                               |
| 2011      | Cinema Verite                  | Michelle Loud    | Filme televisivo                                                    |
| 2011      | The Mentalist                  | Trina            | Episódio: "Blood for Blood"                                         |
| 2011      | Curb Your Enthusiasm           | Kyra O'Donnell   | Episódio: "The Divorce"                                             |
| 2011–2015 | Justified                      | Loretta McCready | Elenco recorrente (temporadas 2–3, 5–6), 17 episódios               |
| 2011–2021 | Last Man Standing              | Eve Baxter       | Elenco regular (temporadas 1–6); elenco recorrente (temporadas 7-9) |
| 2019      | Unbelievable                   | Marie Adler      | Minissérie                                                          |
| 2020      | Home Movie: The Princess Bride | Westley          | Episódio: "Battle of the Wits"                                      |
| 2020      | Coastal Elites                 | Sharynn Tarrows  | Especial de televisão                                               |
| 2020      | Monsterland                    | Toni             | Episódios: "Port Fourchon, LA", "New Orleans, LA", "Newark, NJ"     |
| 2021      | The Premise                    | Abbi Miller      | Episódio: "The Ballad of Jesse Wheeler"                             |
| 2021      | Dopesick                       | Betsy Mallum     | Minissérie                                                          |
| 2025      | Apple Cider Vinegar            | Belle Gibson     | Minissérie                                                          |
| 2025      | The Last of Us                 | Abby Anderson    |                                                                     |

### Vídeo Game
| Ano  | Projeto                    | Papel       | Notas |
| ---- | -------------------------- | ----------- | ----- |
| 2016 | Uncharted 4: A Thief's End | Cassie      | Voz   |
| 2021 | Open Roads                 | Tess Devine | Voz   |

## Prêmios e Indicações

#### Emmy Awards
| Ano  | Categoria                                           | Indicação | Resultado |
| ---- | --------------------------------------------------- | --------- | --------- |
| 2022 | Melhor Atriz Coadjuvante em Minissérie ou Telefilme | Dopesick  | Indicado  |

#### Globo de Ouro
| Ano  | Categoria                               | Indicação    | Resultado |
| ---- | --------------------------------------- | ------------ | --------- |
| 2020 | Melhor Atriz em Minissérie ou Telefilme | Unbelievable | Indicado  |
| 2022 | Melhor Atriz Coadjuvante em Televisão   | Dopesick     | Indicado  |

#### BAFTA
| Ano  | Categoria                | Indicação | Resultado |
| ---- | ------------------------ | --------- | --------- |
| 2020 | Melhor Atriz em Ascensão | Ela mesma | Indicado  |

#### Critics' Choice Television Awards
| Ano  | Categoria                                           | Indicação    | Resultado |
| ---- | --------------------------------------------------- | ------------ | --------- |
| 2020 | Melhor Atriz em Minissérie ou Telefilme             | Unbelievable | Indicado  |
| 2022 | Melhor Atriz Coadjuvante em Minissérie ou Telefilme | Dopesick     | Indicado  |

#### Television Critics' Association Awards
| Ano  | Categoria                              | Indicação    | Resultado |
| ---- | -------------------------------------- | ------------ | --------- |
| 2020 | Melhor Performance Individual em Drama | Unbelievable | Indicado  |

#### Hollywood Critics Association
| Ano  | Categoria                                   | Indicação | Resultado | Notas |
| ---- | ------------------------------------------- | --------- | --------- | ----- |
| 2020 | Best Performance by an Actress 23 and Under | Booksmart | Venceu    | [ 4 ] |
| 2020 | Next Generation of Hollywood                | Ela mesma | Venceu    | [ 4 ] |